# Золотая Поляна (Запорожская область)
Золотая Поляна (укр. Золота Поляна) — село,
Чубаревский сельский совет,
Пологовский район,
Запорожская область,
Украина.
Код КОАТУУ — 2324288204. Население по переписи 2001 года составляло 107 человек.

## Географическое положение
Село Золотая Поляна находится в балке Лозовенька, по которой протекает пересыхающий ручей, 
на расстоянии в 3 км от села Фёдоровка.

## История
- 1900 год — дата основания.